# Alkrington
Alkrington är en ort i distriktet Rochdale, i grevskapet Greater Manchester, i England. Alkrington var en civil parish från 1866 till 1894 då den blev en del av Middleton. Denna civil parish hade 446 invånare år 1891.